# Свобода (Рязанский район)
Свобода — посёлок в Рязанском районе Рязанской области России, входит в состав Окского сельского поселения.

## География
Посёлок расположен в 2 км на север от центра поселения села Вышетравино и в 21 км на юг от Рязани.

## История
На месте нынешнего посёлка существовало село Чичкино, впервые упоминавшееся в приправочных книгах окологородного стана 1597 года. В нём имелась Вознесенская церковь. В 1639 году князьями Волконскими была построена каменная Вознесенская церковь с приделами в честь иконы Божьей матери Владимирской и Святого Николая. По окладным книгам 1676 года в Вознесенском приходе находилось 35 дворов.
В XIX — начале XX века село Чичкино входило в состав Затишьевской волости Рязанского уезда Рязанской губернии. В 1905 году в селе было 68 дворов.
С 1929 года село Чичкино входило в состав Вышетравинского сельсовета Рязанского района Рязанского округа Московской области, с 1937 года — в составе Рязанской области, с 2005 года — в составе Вышетравинского сельского поселения, с 2017 года — в составе Окского сельского поселения.

## Население
| 1859 | 1906 | 2010 |
| ---- | ---- | ---- |
| 308  | ↗500 | ↘39  |